# Halowe Mistrzostwa Czech w Lekkoatletyce 2003
Halowe Mistrzostwa Czech w Lekkoatletyce w 2003 – halowe zawody lekkoatletyczne organizowane przez Český atletický svaz, które odbyły się 1 i 2 marca w Bratysławie na Słowacji.

## Rezultaty
| PB - rekord życiowy \| SB - najlepszy wynik w sezonie \| NR – halowy rekord kraju |

### Mężczyźni
| Konkurencja:              | 1. miejsce                                                         | Rezultat | 2. miejsce                                                          | Rezultat | 3. miejsce                                                           | Rezultat |
| Bieg na 60 m              | Martin Duda                                                        | 6,82     | Radek Řechka                                                        | 6,83     | Brice Mensah                                                         | 6,91     |
| Bieg na 200 m             | Jiří Mužík                                                         | 21,65    | Filip Klvaňa                                                        | 21,96    | Jaroslav Čech                                                        | 21,98    |
| Bieg na 400 m             | Jiří Mužík                                                         | 47,16    | Jan Mazanec                                                         | 47,28    | Jaroslav Teplý                                                       | 48,02    |
| Bieg na 800 m             | Roman Oravec                                                       | 1:48,88  | Ondřej Křička                                                       | 1:50,54  | Jan Pernica                                                          | 1:51,85  |
| Bieg na 1500 m            | Michal Šneberger                                                   | 3:50,43  | Tomáš Harom                                                         | 3:52,75  | Zdeněk Pichl                                                         | 3:54,11  |
| Bieg na 3000 m            | František Zouhar                                                   | 8:24,83  | Karel Váňa                                                          | 8:24,96  | Jan Kreisinger                                                       | 8:30,33  |
| Bieg na 60 m przez płotki | Tomáš Dvořák                                                       | 7,84     | Pavel Ďurica                                                        | 7,94     | Jan Čech                                                             | 7,96     |
| Sztafeta 4 × 200 m        | Slavia Praha Petr Šarapatka Tomáš Douběta Rudolf Götz Václav Bláha | 1:27,89  | Jiskra Domažlice Richard Synek Petr Hatlman David Bauer Jan Mazanec | 1:28,81  | Dukla Praha Jindřich Šimánek Petr Lampart Tomáš Borek Zbyněk Hnízdil | 1:29,48  |
| Skok wzwyż                | Jaroslav Bába                                                      | 2,30     | Tomáš Janků                                                         | 2,26     | Jan Janků                                                            | 2,20     |
| Skok o tyczce             | Adam Ptáček                                                        | 5,70     | Štěpán Janáček                                                      | 5,70     | Lukáš Bechyně                                                        | 5,00     |
| Skok w dal                | Petr Lampart                                                       | 7,37     | Tomáš Pour                                                          | 7,26     | Tomáš Borek                                                          | 7,24     |
| Trójskok                  | Jan Marcis                                                         | 15,14    | Martin Sýkora                                                       | 14,81    | Petr Beran                                                           | 14,64    |
| Pchnięcie kulą            | Antonín Žalský                                                     | 19,03    | Michal Oertelt                                                      | 18,29    | Tomáš Dvořák                                                         | 16,17    |
| Siedmiobój                | Pavel Havlíček                                                     | 5503     | Vít Zákoucký                                                        | 5367     | Lukáš Klíma                                                          | 5367     |

### Kobiety
| Konkurencja:              | 1. miejsce                                                                            | Rezultat | 2. miejsce                                                          | Rezultat | 3. miejsce                                                                          | Rezultat |
| Bieg na 60 m              | Hana Benešová                                                                         | 7,40     | Markéta Pernická                                                    | 7,51     | Kristina Bažatová                                                                   | 7,59     |
| Bieg na 200 m             | Hana Benešová                                                                         | 23,62    | Lenka Ficková                                                       | 24,23    | Kristina Bažatová                                                                   | 25,10    |
| Bieg na 400 m             | Markéta Pernická                                                                      | 57,02    | Věra Suchomelová                                                    | 57,17    | Drahomíra Eidrnová                                                                  | 57,68    |
| Bieg na 800 m             | Petra Lochmanová                                                                      | 2:07,86  | Petra Sedláková                                                     | 2:08,27  | Veronika Mráčková                                                                   | 2:08,61  |
| Bieg na 1500 m            | Renata Hoppová                                                                        | 4:25,90  | Marcela Lustigová                                                   | 4:27,92  | Helena Šimková                                                                      | 4:29,83  |
| Bieg na 3000 m            | Lenka Švaňhalová                                                                      | 9:22,41  | Petra Kamínková                                                     | 9:26,94  | Eva Slavíková                                                                       | 10:13,23 |
| Bieg na 60 m przez płotki | Lucie Martincová                                                                      | 8,38     | Lenka Ostravská                                                     | 8,60     | Petra Seidlová                                                                      | 8,63     |
| Sztafeta 4 × 200 m        | Sokol České Budějovice Kristina Bažatová Lenka Matoušková Irena Petrová Petra Racková | 1:44,87  | Junior Brno Eva Lužová Tereza Nozarová Lucie Nedomová Zuzana Kosová | 1:44,95  | Sokol SG Plzeň-Petřín Lucie Fraňková Radka Jelínková Tereza Štvánová Lenka Lepičová | 1:46,49  |
| Skok wzwyż                | Iva Straková                                                                          | 1,96     | Kateřina Korčová                                                    | 1,86     | Inge Janků                                                                          | 1,83     |
| Skok o tyczce             | Šárka Mládková                                                                        | 4,00     | Lucie Palasová                                                      | 3,80     | Jiřina Ptáčníková                                                                   | 3,80     |
| Skok w dal                | Martina Darmovzalová                                                                  | 6,40     | Lucie Komrsková                                                     | 6,31     | Zuzana Bičíková                                                                     | 6,02     |
| Trójskok                  | Šárka Kašpárková                                                                      | 14,09    | Martina Darmovzalová                                                | 13,69    | Jaroslava Neumanová                                                                 | 12,99    |
| Pchnięcie kulą            | Jana Kárníková                                                                        | 15,14    | Barbora Špotáková                                                   | 13,98    | Jitka Svatošová                                                                     | 13,91    |
| Pięciobój                 | Jana Klečková                                                                         | 4153     | Petra Šindelářová                                                   | 3647     | Jana Jelínková                                                                      | 3556     |